# ۲۴ نوامبر
۲۴ نوامبر سیصد و بیست و هشتمین (در سال‌های کبیسه سیصد و بیست و نهمین) روز سال در گاه‌شماری میلادی است. ۳۷ روز تا پایان سال باقی‌است.

## رویدادها
- ۱۶۹۰ - روزنامه وقایع عمومی، نخستین نشریه چاپی آمریکای شمالی، طبق بخشنامه فرماندار انگلیسی ایالت ماساچوست، برای همیشه تعطیل شد
- ۲۰۲۱ - اجرای حکم آرمان عبدالعالی ؛ دوست و عامل جنایت قتل غزاله شکور

## زادروزها
- ۱۶۳۲ - باروخ اسپینوزا، فیلسوف
- ۱۸۸۷ - اریش فن مانشتاین، نظامی و فیلدمارشال آلمانی
- ۱۸۸۸ - دیل کارنگی، نویسنده آمریکایی
- ۱۸۹۱ - ماکس آمان، سیاست‌مدار آلمانی و رئیس اتاق مطبوعات رایش سوم
- ۱۹۷۸ - کاترین هیگل، هنرپیشه آمریکایی
- ۱۹۸۳ - دین اشتون، فوتبالیست انگلیسی

## درگذشت‌ها
- ۶۵۴ - کوتوکو، امپراتور ژاپن
- ۱۹۵۷ - دیه‌گو ریورا، نقاش و دیوارنگار مکزیکی
- ۱۹۹۰ - دودی اسمیت، نویسنده
- ۱۹۵۸ - رابرت سیسیل، سیاستمدار
- ۱۹۶۳ - لی هاروی اسوالد، بر اساس ادعای دولت ایالات متحده آمریکا قاتل جان اف. کندی بود
- ۱۹۶۵ - عبدالله سالم الصباح، امیر کویت
- ۱۹۹۱ - فردی مرکوری، خواننده و شاعر و آهنگ‌ساز بریتانیایی
- ۲۰۰۱ - ملانی تورنتن، خواننده
- ۲۰۲۱ - آرمان عبدالعالی ، بسکتبالیست ، دانش آموخته حقوق دانشگاه جامع علمی کاربردی ، دانش آموخته و دانشجوی مهندسی پزشکی دانشگاه پردیس تربیت مدرس، دوست و عامل جنایت قتل غزاله شکور